# Sonic Drift
Sonic Drift (ソニックドリフト?, Sonikku Dorifuto) è un simulatore di guida arcade della serie Sonic the Hedgehog, sviluppato e pubblicato da Sega esclusivamente per la console portatile Game Gear il 18 marzo 1994 solo in Giappone. Nel 2003 è stato inserito in Sonic Adventure DX: Director's Cut per GameCube e Windows e l'anno successivo è divenuto disponibile all'interno di Sonic Mega Collection Plus.
Sonic Drift è un gioco arcade di corse simile a Mario Kart. Sono presenti tre diversi Gran Premi da disputare partecipando alle gare Chaos GP. L'obiettivo del giocatore è vincere queste competizioni, durante le quali in pista sarà necessario raccogliere anelli e oggetti aggiuntivi, arrivando al primo, secondo, terzo o quarto posto, ognuno dei quali permetterà di ricevere dei punti.
Il gioco ha subito modifiche durante il suo sviluppo ed è stato distribuito solo in Giappone per la console portatile Game Gear. L'accoglienza è stata mista, per lo più accolta negativamente dalla stampa videoludica. I recensori hanno apprezzato la grafica e la musica mentre hanno criticato negativamente il gameplay noioso e i controlli scadenti. Nel 1995 è stato realizzato un sequel, Sonic Drift 2.

## Modalità di gioco
Sonic Drift è un gioco di corse arcade in cui il giocatore può scegliere tra quattro personaggi, ognuno con il proprio veicolo e abilità uniche. Secondo la trama del gioco, il Dr. Eggman ha rubato i Chaos Emerald per i suoi scopi malvagi. Sonic deve vincere tre diversi Gran Premi per riconquistarli.
Il gioco presenta una modalità chiamata Chaos GP, in cui è necessario vincere tre diversi Gran Premi, per il quale il giocatore riceve i Chaos Emerald di colore verde, giallo e rosso. Ogni Gran Premio presenta sei tracciati, basati sul gioco Sonic the Hedgehog (Green Hill, Marble, Spring Yard, Labyrinth, Star Light e Scrap Brain), con diverse curve e ostacoli. Al giocatore viene data la possibilità di scegliere tra quattro personaggi: Sonic, Tails, Eggman ed Amy. Ogni partecipante alla gara ha il proprio veicolo: Sonic ha il "Cyclone", Tails l'"MTP-01 Whirlwind", Eggman l'"Egg Typhoon" mentre Amy il "Breeze", che differiscono per velocità, accelerazione e maneggio. Il Cyclone ha una buona velocità e accelerazione, ma uno scarso controllo; l'MTP-01 Whirlwind gestisce meglio questa caratteristica, ma ha una velocità inferiore; l'Egg Typhoon invece vanta di un'alta velocità ma un'accelerazione lenta; infine il Breeze ha una buona accelerazione ma una bassa velocità. I concorrenti hanno anche abilità uniche che possono essere utilizzate nelle gare dopo aver raccolto almeno due anelli sul tracciato; Sonic può accelerare per un breve periodo, Tails può saltare e guadagnare velocità più rapidamente, oltre a guidare automaticamente attraverso le curve, Eggman può sganciare una bomba, che in caso di collisione fa fermare l'avversario per un breve lasso di tempo e perde un anello, e Amy può lanciare un cuore, che se entra in contatto con un'altra autovettura gli farà perdere velocità.
Sulle piste possono essere presenti degli anelli, oltre a diversi oggetti bonus: quali un monitor rosso, che garantisce un effetto simile all'abilità di Sonic, e che consente di ottenere velocità aggiuntiva; il monitor blu dona l'invincibilità temporanea, grazie alla quale il giocatore non deve temere gli ostacoli ed infine la molla, simile all'abilità di Tails, che permette di rimbalzare, aumentare la velocità e prendere le curve automaticamente. Se durante la gara il personaggio si schianta contro un ostacolo o il suo avversario, perde velocità e un anello. Se si frena in curva, il veicolo sbanda, mentre se si effettua una svolta decisa si ha una perdita di velocità. Il personaggio che si qualifica al primo posto in una gara riceve tre punti, il secondo due, il terzo uno e il quarto zero. Questi punti vengono sommati dopo aver superato ogni percorso. Il partecipante con il maggior numero di punti per il Gran Premio vince e riceve il Chaos Emerald in palio. Se il giocatore vince tutte e tre le competizioni, arriverà alla conclusione del gioco e assisterà ai crediti degli sviluppatori.
Oltre a Chaos GP, sono presenti altre due modalità: Free Run e Versus. Nella prima, il giocatore può scegliere il tracciato e il personaggio, oltre a vedere i record di gioco. Non ci sono rivali in questa modalità. Versus è una modalità a due giocatori. Per quest'ultima, è necessario collegare due Game Gear con uno speciale cavo Japan VS. In questa modalità, il gameplay è simile a Chaos GP e ha le stesse caratteristiche. Nelle compilation successive in cui è apparso Sonic Drift, il multiplayer è possibile grazie ad un secondo gamepad collegato alla console. Nel menu Option, il giocatore può ascoltare la musica del gioco e modificare il livello di difficoltà (normale o difficile).

## Sviluppo e pubblicazione
A differenza della maggior parte degli altri capitoli della serie, Sega è stata coinvolta nello sviluppo di Sonic Drift, anche se il titolo "Sonic Team Presents" può essere visto sulla copertina del gioco, nonostante il fatto che Sonic Team non fosse coinvolto nella sua creazione. Il titolo venne realizzato da Sega-AM2 sotto la direzione di Yu Suzuki, il quale aveva già diretto titoli di successo come Hang-On, Space Harrier, Out Run e Virtua Fighter.  Sonic Drift è il primo titolo della serie Sonic the Hedgehog ad appartenere al genere dei simulatori di guida. Questo principio, utilizzato in Sonic Drift, era precedentemente presente in Mario Kart, sviluppato da Nintendo, e divenne popolare nell'era delle console a 8 e 16 bit. Pertanto, il gioco di corse arcade con Sonic è la risposta di Sega a Mario Kart, e quindi fu un suo concorrente.
In una fase iniziale di sviluppo, tra i personaggi giocabili, al posto di Amy, doveva essere presente un Flicky blu tratto dal gioco omonimo. Tuttavia, il team di sviluppo in seguito ha deciso di sostituire il Flicky con Amy. Così, Sonic Drift è diventato il primo gioco della saga in cui il Dr. Eggman e Amy Rose sono giocabili. I nomi dei veicoli di tutti i personaggi sono associati al vento, enfatizzando così il tema delle corse del gioco. Inoltre, in una fase iniziale di sviluppo, venne pubblicata una versione demo, in cui era presente il circuito Green Hill, che differiva da quello presente nella versione finale, sia nello stile visivo che nella disposizione degli oggetti.
La colonna sonora di Sonic Drift è stata curata dal compositore Naofumi Hataya. Sebbene il gioco utilizzi brani musicali originali, se si raccoglie il monitor blu dell'invincibilità durante una gara, si può udire una versione strumentale accelerata della canzone Sonic - You Can Do Anything, che viene utilizzata nelle versioni giapponesi ed europee di Sonic the Hedgehog CD.
Sonic Drift venne pubblicato il 18 marzo 1994 solo in Giappone. Fu il primo titolo della serie Sonic ad uscire esclusivamente per questa console senza avere una conversione per Master System. Era prevista anche una versione occidentale ma venne annullata per via delle preoccupazioni dell'amministratore delegato Tom Kalinske riguardo alla sua qualità. Al posto di Sonic Drift in Nord America, Sega distribuì una conversione di Sonic Spinball.
Successivamente, Sonic Drift è stato inserito in varie compilation. Così, è apparso nel 2003 come un minigioco sbloccabile in Sonic Adventure DX: Director's Cut per GameCube e Windows, e nel 2004 fu incluso in Sonic Mega Collection Plus per Xbox, PlayStation 2 e Windows. In Sonic Gems Collection (2005) per GameCube e PlayStation 2 è possibile sbloccare nella modalità Museo una demo del gioco che presenta un conto alla rovescia di tre minuti e che permette di iniziare la partita direttamente dall'ultima gara, una volta completata quest'ultima il giocatore potrà continuare la partita fino allo scadere del tempo. Sonic Drift fu anche reso disponibile sul servizio online GameTap fino al 2009, anno in cui la piattaforma è stata chiusa. Il gioco è stato incluso anche in Sonic Origins Plus (2023) per PlayStation 4, PlayStation 5, Xbox One, Xbox Series X, Nintendo Switch e Windows.

## Accoglienza
| Testata       | Giudizio |
| ------------- | -------- |
| Famitsū       | 23/40    |
| Jeuxvideo.com | 6.5/10   |
| Mega Fun      | 65/100   |
| Sega Pro      | 30%      |
| Sega-Mag      | 6/10     |

Sonic Drift ha ricevuto recensioni contrastanti dalla critica. I recensori hanno apprezzato l'accompagnamento musicale e la modalità multiplayer mentre hanno criticato negativamente il gameplay e la grafica.
Jeuxvideo.com ha dato a Sonic Drift 6.5 su 10. Confrontandolo con Mario Kart, venne notato che Sonic Drift non dava molta soddisfazione. Il recensore criticò il gameplay noioso, l'intelligenza artificiale e i difetti grafici ma la grafica stessa, era ben fatta per il Game Gear. All'editorialista piacque sul lato musicale "il nostalgico brano Sonic - You Can Do Anything", tratto da Sonic CD. La testata tedesca Mega Fun affermò che come era prevedibile il gioco in questione non raggiungeva la qualità di Mario Kart. La sua prospettiva era impostata troppo in alto, rendendo riconoscibili le curve solo all'ultimo momento. Sonic Drift aveva più il carattere di un semplice gioco di reazione, ma l'esperienza di guida risultava comunque buona, soprattutto perché si potevano imparare i semplici controlli dopo pochi giri. Il suo piccolo difetto era che la modalità per un giocatore era fin troppo facile, anche se impostata sulla massima difficoltà, si poteva padroneggiare subito la gara più difficile ed essere il primo a tagliare il traguardo.
Alcuni critici hanno valutato negativamente Sonic Drift. La rivista giapponese Famitsū ha dato al gioco un punteggio di 23 su 40, paragonandolo pesantemente a Super Mario Kart, ritenendo che il gioco fosse in gran parte privo di ispirazione e generalmente privo di contenuti rispetto al gioco di Nintendo. Criticarono anche la scarsa visibilità dell'orizzonte, che secondo loro rendeva difficile vedere cosa vi fosse davanti al giocatore. Electronic Gaming Monthly fu più positiva nei suoi confronti, affermando che il gioco era veloce e divertente, ma lo scorrimento lampeggiante e discontinuo aveva in qualche modo ostacolato il gameplay. Vennero apprezzate la quantità di modalità di gioco, in particolar modo quella denominata Versus. La testata Sega Pro lo descrisse come un gioco di guida terribile che dava a Sonic una cattiva nomea, sconsigliandolo come la peste. L'editorialista del sito Sega-Mag ha elogiato il gioco dandogli 6 punti su 10, lodando la musica, i colori eccellenti e l'animazione, tuttavia, ha criticato la sua breve durata, ma alla fine ha affermato che Sonic Drift era un "bel modo di passare il tempo".
Le recensioni di Sonic Drift quando venne incluso in Sonic Mega Collection Plus furono negative. Chris Baker di GameSpy, ha dichiarato che era "quasi impossibile da giocare" e Tom Bromwell di Eurogamer lo ha definito come "un terribile, terribile gioco di corse la cui follia tremolante mi ha fatto davvero ammalare fisicamente".
Retrospettivamente nel 2019, Apollo Chungus di Hardcore Gaming 101 ha affermato che il gameplay stesso era decente e solido, ma che era molto carente in termini di contenuto e varietà. Venne criticato il design delle piste in particolare per essere generalmente noioso, privo di presentazione e per i temi del livelli puramente estetici invece di influenzare i design dei tracciati stessi. Chungus ha sostenuto che era facile abituarsi al breve orizzonte "controverso" e ha affermato che non ha avuto un effetto negativo sul gioco stesso. Il recensore concluse il suo articolo scrivendo: "Sonic Drift è un gioco di guida abbastanza decente, ma la mancanza di varietà nel design della pista (sia visivamente che tematicamente) e la piccola quantità di contenuti significano che è un simulatore di guida a cui solo un piccolo numero di persone si dedicherà".

## Eredità
Sonic Drift è stato il primo gioco della serie Sonic the Hedgehog a trattare il genere dei simulatori di guida. Nonostante le recensioni contrastanti della critica, sono stati successivamente pubblicati altri giochi dello stesso genere all'interno del franchise. Nel 1995 uscì un sequel intitolato Sonic Drift 2, che a differenza del primo capitolo, fu ben accolto dalla critica, e nel 1997 uscì Sonic R.